# Lucy Tal
Lucy Fanny Tal (geboren 28. Oktober 1896 in Wien, Österreich-Ungarn als Lucye Fanny Traub; gestorben 2. Juli 1995 in New York City,  Vereinigte Staaten) war eine österreichisch-US-amerikanische Verlegerin, Übersetzerin und Filmdramaturgin. Sie war die Frau des Verlegers, Schriftstellers und Lyrikers Ernst Peter Tal, sowie die Cousine von Ernst Angel und von Dora Jacob (1889–1984), der Ehefrau von Heinrich Eduard Jacob.

## Leben und Karriere
Lucy Fanny Tal wurde am 28. Oktober 1896 in Wien als Tochter des Kaufmanns Aladar Traub aus Szegedin und dessen Frau Johanna (geborene Kohn) in Wien geboren. Ihre Eltern, die beide mosaischen Bekenntnisses waren, hatten zudem noch zwei weitere Kinder: Lucys Schwester Johanna und ihren Bruder Bernhard Bela. Am 22. November 1917 heiratete die damals 21-Jährige den acht Jahre älteren Schriftsteller und Lyriker Ernst Peter Tal, der ursprünglich Rosenthal hieß und auch Jude war, jedoch 1909 bzw. 1910 zur Evangelischen Kirche H.B. in Österreich konvertierte, und nahm dessen neuen Familiennamen an. Aus dieser Ehe entstammte der 1919 geborene Sohn Thomas, der ebenfalls evangelischen Bekenntnisses war. Zum Freundeskreis von Lucy und E.P. Tal zählte unter anderem der Lyriker Josef Weinheber, mit dem das Ehepaar oftmals wanderte.
Ab dem Jahre 1927 absolvierte Lucy Tal eine Ausbildung zur Verlagsbuchhändlerin im Verlag ihres Mannes, dem Verlag E.P. Tal & Co in Wien. Am 23. April 1934 erhielt sie den Lehrbrief von den Wiener Buch-, Kunst- und Musikalienhändlern und war fortan im Verlag ihres Mannes, den dieser im Jahre 1919 zusammen mit Dr. Hans Schlögel gegründet hatte, als Verlegerin tätig. In seinem Haus unterhielt das Ehepaar einen internationalen literarischen Zirkel. Als Lucy Tal am 30. November 1936, acht Tage nach ihrem neunzehnten Hochzeitstag, nach Hause kam, fand sie ihren Mann tot auf. Nach dem überraschenden Ableben ihres Mannes und ihres 16-jährigen Sohnes, welcher vor wenigen Monaten starb, führte sie den in Wien-Neubau ansässigen Verlag bis zu ihrer Flucht vor dem Nationalsozialismus im März 1938 als Alleininhaberin und Geschäftsführerin fort. 
Im Anschluss an ihre Flucht, die sie über Paris und London in die Vereinigten Staaten brachte, wurde der Verlag E.P. Tal & Co „arisiert“, ehe er am 10. Juni 1939 aus dem Handelsregister verschwand und durch den von Alfred Ibach geführten Alfred Ibach Verlag ersetzt wurde. Davor hatte Tal noch für den Schriftsteller und Rechtsanwalt Dr. Hugo Wolf eine Vollmacht unterschrieben, durch die Wolf ermächtigt wurde, für eventuelle Löschungen und Neueintragungen bei der Firma E.P. Tal gegenüber dem Handelsgericht zu sorgen, was jedoch misslang. Aufgrund einer Einladung eines Metro-Goldwyn-Mayer-Mitarbeiters nach Paris erhielt Tal ein französisches Visum, emigrierte jedoch noch im März 1938 nach London.
Dank Freunden aus der Filmindustrie, vor allem zu Metro-Goldwyn-Mayer, wurde sie nach ihrer Auswanderung in die Vereinigten Staaten in Hollywood mit der Dramatisierung literarischer Werke für den Film beauftragt. Hugo Wolf, der ihr nach dem Tod ihres Mannes moralische und finanzielle Unterstützung anbot, wurde Ende 1938 aus Kartei der Rechtsanwaltskammer in Wien gelöscht und musste ebenfalls die Flucht aus seinem Heimatland antreten, wobei er zuerst Zuflucht in Budapest fand, ehe er in die Vereinigten Staaten emigrierte. Ab dem Jahr 1942 trat sie als Associate Director (dt. stellvertretende Direktorin) des San-Francisco-Town-Hall-Forums in Erscheinung und engagierte sich für soziale Anliegen, darunter unter anderem im Thursday Club of the Congregation Habonim. Im Jahre 1971 erschien unter ihrem Zutun eine englischsprachige Ausgabe des Romans Ali und Nino des Pseudonyms Kurban Said.
Am 2. Juli 1995 starb Lucy Tal 98-jährig in New York City, in der Stadt, in der sie ihren Lebensabend verbracht hatte.